# Nordische Badminton-Juniorenmeisterschaft 1974
Die Nordische Badminton-Juniorenmeisterschaft 1974 fand vom 2. bis zum 3. März 1974 in Aarhus statt. Es war die zweite Auflage der Titelkämpfe.

## Sieger und Platzierte
| Disziplin    | Gold                                 | Silber                            | Bronze                                |
| ------------ | ------------------------------------ | --------------------------------- | ------------------------------------- |
| Herreneinzel | Bruno Wackfelt                       | Stefan Karlsson                   | Lars Lundgren                         |
| Herreneinzel | Bruno Wackfelt                       | Stefan Karlsson                   | Flemming Bie                          |
| Dameneinzel  | Inge Borgstrøm                       | Marianne Christensen              | Liselotte Gøttsche                    |
| Dameneinzel  | Inge Borgstrøm                       | Marianne Christensen              | Pia Nielsen                           |
| Herrendoppel | Ola Eriksson Stefan Karlsson         | Christian Lundberg Bruno Wackfelt | Göran Sterner Lars Lundgren           |
| Herrendoppel | Ola Eriksson Stefan Karlsson         | Christian Lundberg Bruno Wackfelt | Peter Holm Lars Primdahl              |
| Damendoppel  | Liselotte Gøttsche Lilli B. Pedersen | Inge Borgstrøm Pia Nielsen        | Marianne Christensen Susanne Johansen |
| Damendoppel  | Liselotte Gøttsche Lilli B. Pedersen | Inge Borgstrøm Pia Nielsen        | Jette Moberg Birgitte Werge           |
| Mixed        | Christian Lundberg Agneta Lundh      | Peter Lind Liselotte Gøttsche     | Stefan Karlsson Åse Hansson           |
| Mixed        | Christian Lundberg Agneta Lundh      | Peter Lind Liselotte Gøttsche     | Ola Eriksson Anita Steiner            |